# Павел Йовчев
Павел Йовчев (30.08.1893, с. Тишаново, Кюстендилско – 30.08.1982, София) е български общественик, политик, депутат.

## Биография

### Млади години. Участие в Първата световна война.
Работи като писар на село Тишаново, в периода 1907 – 1912 г. През Първата световна война е мобилизиран в Петдесет и трети пехотен осоговски полк и участва в сраженията за освобождението на Македония и Добруджа. Пленен е през април 1917 година, в сражение при река Серет (Сирет), Румъния; откаран е в Киев, където престоява 11 месеца. През март 1918 г. избягва от плен. След завръщането си в България до края на войната участва в 15 спомагателна дружина (която лови дезертьори и мародери). 

### Общественик и политическа кариера
След завършването на войната е секретар-бирник (1919 – 1922), общински съветник (1923–1934) и кмет на родното си село Тишаново (1927–1929), окръжен съветник и подпредседател на Кюстендилския окръжен съвет (1926–1927), председател на училищния съвет на с. Тишаново (1921–1926); създател на читалище „Родина“ и негов председател (1931–1945);  депутат от Демократическата партия в XXIV ОНС (1938–1939) от Трета Кюстендилска избирателна колегия; ползва се почит и доверие между населението, поради своите заслуги като общественик. Член е на парламентарната комисия за железниците, пощите и телеграфите; вносител на законопроекта за  спиране изпълнението на съдебните дела към 31 декември 1938 г спрямо задълженията до 31 декември 1931; заедно с депутати от Демократическата партия излиза в опозиция. В битността си на народен представител подпомага построяването на пътя, който се отклонява за Тишаново, известен като „Павлевият път“.
Оставя спомени за живота, които не са публикувани.

## Семейство
Семеен с деца. От първия си брак има трима сина – Младен  (1913 – 1941), Драган  (1914 – 2010) и Зафир (1919 – 1991). Остава вдовец и се жени втори път. От втория брак има дъщеря Йорданка (1930 - 2024).

## Любопитно
Синът му Зафир Йовчев (1919 – 1991) е бил кмет на с.Илия, Кюстендилско между 2 и 8 септември 1944